# バスケットボール中央アフリカ代表
バスケットボール中央アフリカ代表（Central Africa national basketball team）は、中央アフリカバスケットボール連盟により国際大会に派遣されるバスケットボールのナショナルチームである。
アフリカ選手権で2度の優勝を誇り、五輪・世界選手権にも出場している。

## 主な国際大会成績
- オリンピック
  - 1988年：10位
- W杯の成績
  - 1974年：14位
- アフリカ選手権の成績
  - 優勝：2回（1974,1987）